# Apteracla
Apteracla is een geslacht van rechtvleugeligen uit de familie krekels (Gryllidae). De wetenschappelijke naam van dit geslacht is voor het eerst geldig gepubliceerd in 2009 door Gorochov.

## Soorten
Het geslacht Apteracla  is monotypisch en omvat slechts de volgende soort:
- Apteracla rafaeli (Gorochov, 2009)